# Clanis deucalion
Clanis deucalion är en fjärilsart som beskrevs av Swinhoe 1892. Clanis deucalion ingår i släktet Clanis och familjen svärmare. Inga underarter finns listade i Catalogue of Life.